# Gran sello del estado de Nuevo México
El gran sello del estado de Nuevo México es el sello oficial del estado y fue aprobado en 1913. 

## Diseño

Gran Sello de Nuevo México.

Cuando Nuevo México se convirtió en estado en 1912, la Asamblea Legislativa nombró una Comisión con el fin de diseñar un Sello del Estado. En junio de 1913, la Comisión, formada por el Gobernador William C. McDonald, el fiscal general Frank W. Clancy, el presidente del Tribunal Supremo Clarence J. Roberts y el secretario de Estado Antonio Lucero, presentó su informe adoptando el diseño general del Sello Territorial, sustituyendo únicamente la fecha de 1912. Ese sello se encuentra todavía en uso hoy en día como el sello oficial de Nuevo México.
El acto oficial de la legislatura dice lo siguiente:
El escudo de armas del estado será el águila mexicana agarrando una serpiente en su pico, los cactus en sus garras, protegida por el águila estadounidense con sus alas desplegadas, y agarrando flechas en sus garras; la fecha 1912 bajo las águilas y, en un pergamino, el lema: "Crescit Eundo". El gran sello del Estado será un disco que lleva el escudo de armas, y teniendo en todo el borde de las palabras "Great Seal of the State of New Mexico" ("Gran Sello del Estado de Nuevo México").
El Águila Real Mexicana y el Águila Calva Estadounidense. Nuevo México fue poblado por colonos españoles como parte de Nueva España, y más tarde fue parte de México. Como tal, los símbolos y las costumbres de México se extendieron también en Nuevo México. El águila mexicana que sujeta una serpiente en su pico y cactus en sus garras, es la representación de un antiguo mito azteca. México adoptó esta imagen simbólica mientras se encontraba bajo administración española, y Nuevo México se ha identificado con ella también. En el sello, esto simboliza que Nuevo México todavía mantiene sus tradiciones españolas, mexicanas y nativo-americanas. El águila mexicana es pequeña y está protegida por el águila estadounidense, más grande, que sujeta flechas en sus garras, y con sus alas extendidas y su mirada vigilante custodia al águila mexicana. Esta configuración pretende mostrar el cambio de soberanía en 1848 entre México y los Estados Unidos. También simboliza la protección americana dominante aunque delicada de Nuevo México y de su patrimonio y su cultura.
Originalmente, el sello territorial de Nuevo México tenía grabado MDCCCL (1850 en números romanos) para conmemorar la fecha en que Nuevo México se organizó como un territorio. Sin embargo, después de haber sido admitido como un estado, la Comisión decidió que esta era una fecha más apropiada para usarse en el sello. Decidieron en contra del uso de números romanos, al creer que era demasiado pretencioso. 
Crescit eundo . Traducido del latín significa "Crece a medida que avanza" y es una cita de un poema que se refiere a cómo un rayo aumenta su fuerza a medida que se mueve por el cielo. 
Gran Sello del Estado de Nuevo México. Nadie está muy seguro de cómo surgió el término, pero así aparecía en el primer Sello del Estado de Nuevo México, y fue añadido al Sello adoptado en 1913, sin modificación - con la pequeña excepción de cambiar la palabra "Territorio" a "Estado". 

### Evolución Histórica
El primer sello de Nuevo México fue diseñado poco después de la organización del Gobierno Territorial, en 1851. El sello original ha desaparecido desde entonces, posiblemente como parte de los artefactos colocados en la piedra angular del Monumento a los Soldados en la Plaza de Santa Fe. Grabados del sello original muestran que consistía en el Águila estadounidense sujetando una rama de olivo con una de sus garras y tres flechas en la otra. A lo largo del borde exterior aparecía la inscripción "Gran Sello del Territorio de Nuevo México." 
A principios de 1860 un funcionario desconocido adoptó un nuevo sello, utilizando un diseño similar al del Gran Sello actual. Mostraba al águila calva estadounidense, con sus alas extendidas cubriendo el águila mexicana de menor tamaño. El borde exterior del sello tenía la inscripción "Great Seal of the Territory of New Mexico," (Gran Sello del Territorio de Nuevo México) con la fecha de 1850 en la parte inferior en números romanos. 
En 1882, el Secretario Territorial, W. G. Ritch, embelleció el modelo anterior con la frase "Crescit Eundo". Esta versión gustó tanto que fue adoptada como "sello oficial y escudo de armas" de Nuevo México por la Legislatura Territorial en 1887. Ritch no tuvo un motivo aparente para el cambio, pero éste encajó sorprendentemente bien. 
En el año y medio que le tomó a la Comisión decidir el adoptar el sello que el Estado de Nuevo México utiliza hoy, la Legislatura autorizó la utilización provisional del Sello Territorial, sustituyendo las palabras "Gran Sello del Estado de Nuevo México". 
El sello de Nuevo México ha evolucionado a lo largo del tiempo con la adición de elementos simbólicos tal como el crecimiento del propio Estado, o incluso como el lema en latín que adorna el sello actual, "Crece a medida que avanza." Fue y es un trabajo en marcha, creciendo a medida que avanza, al igual que el Estado que representa.

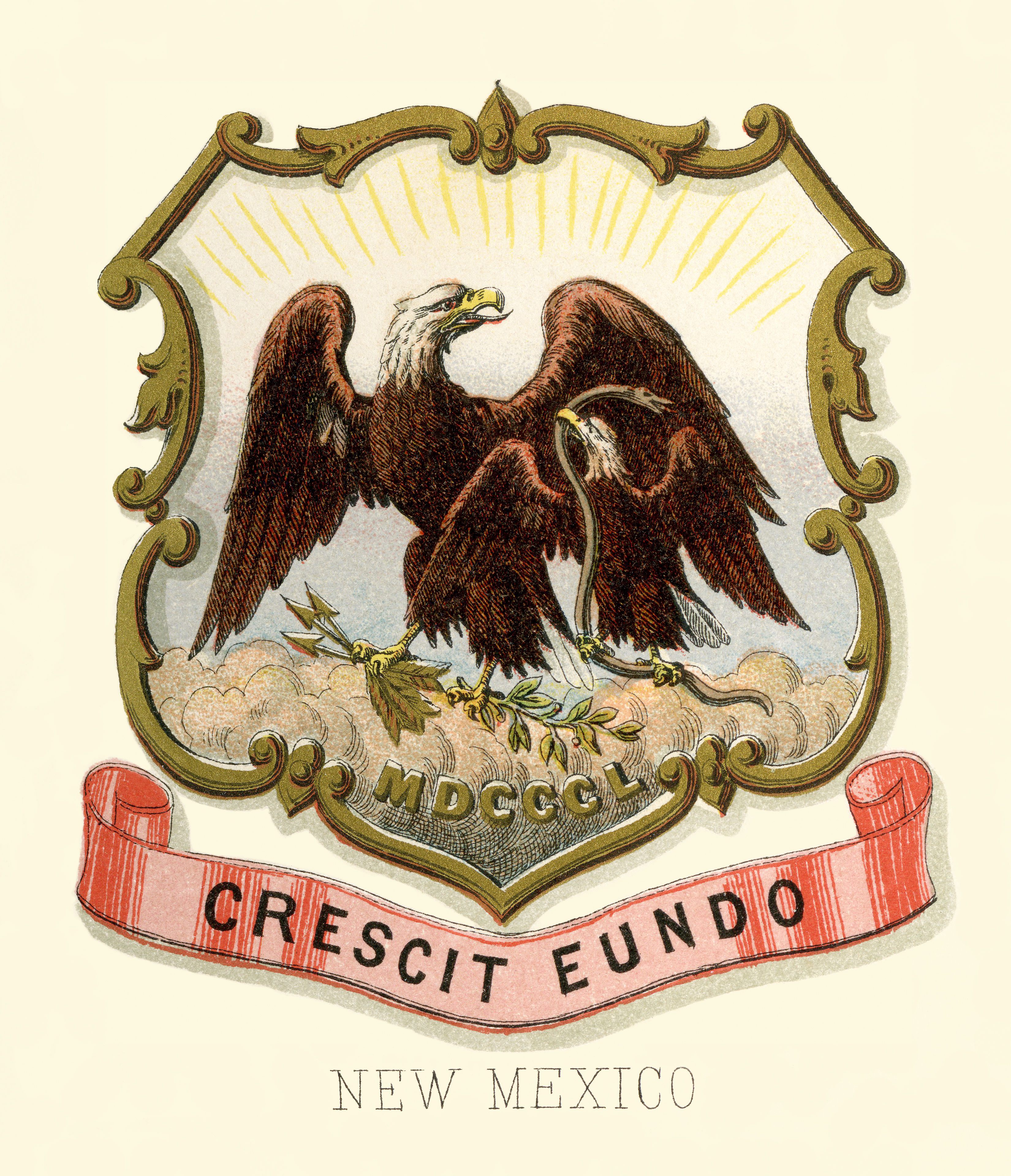
Escudo de armas del Territorio de Nuevo México (ilustrado, 1876)
Gran Sello del Territorio de Nuevo México (1887-1912)
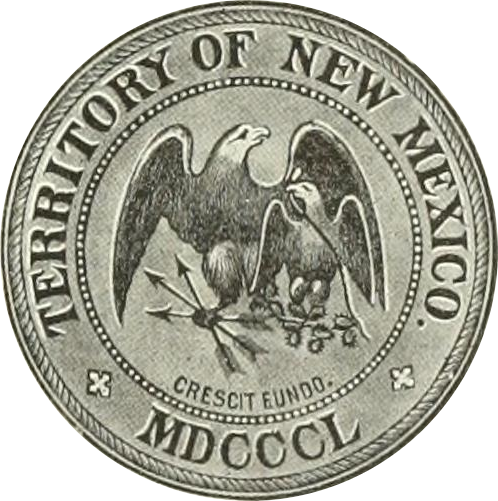
Diseño del sello de 1887 de la Enciclopedia Católica, 1913